# 亚日贡乡
亚日贡乡，是中华人民共和国四川省甘孜藏族自治州巴塘县下辖的一个乡镇级行政单位。

## 行政区划
亚日贡乡下辖以下地区：
刀许村、红东村、亚日贡村、白日贡村、根扎村、布仲村、仲勉村和红日贡村。